# David Lee Smith
Pour les articles homonymes, voir David Smith et Smith.
David Lee Smith est un acteur américain né le 8 septembre 1963.

## Biographie
Smith est né à Birmingham, en Alabama, et a fréquenté le lycée Banks. Il est diplômé de l'université de l'Alabama et de l'université méthodiste Birmingham–Southern College (en).

## Filmographie
- 1992 : As the World Turns (série télévisée) : Tony Loomis
- 1993 : La Force du destin (All My Children) (série télévisée) : John Youngblood
- 1994 : XXX's & OOO's (TV)
- 1994 : On ne vit qu'une fois (One Life to Live) (série télévisée) : Brent Sutton
- 1996 : Savannah (série télévisée) : Vincent Massick
- 1999 : Fight Club : Walter
- 2002 : Le Temps d'un automne (A Walk to Remember) : Dr Carter
- 2002 : Les Divins secrets (Divine Secrets of the Ya-Ya Sisterhood) : Shep Walker jeune
- 2003 - 2010 : Les Experts : Miami : Lieutenant Rick Stetler
- 2004 : Gone But Not Forgotten (TV) : Rick Tannenbaum
- 2004 : Mysterious Skin : Alfred
- 2005 : The Big Empty : Mayor
- 2007 : Zodiac : le Père
- 2007 : The Man from Earth : John Oldman
- 2009 : Dollhouse (TV series, "A Love Supreme") : Clay Corman[1]
- 2009 : Un regard sur le passé (Mending Fences) (TV) : Walt Mitchell
- 2010 : Janie Jones : Officier Dickerson[2]
- 2013 : Crimson Winter : King Aldric
- 2017 : The Man from Earth: Holocene : John Young, aka John Oldman
- 2018 : Possession (Between Worlds) de Maria Pulera : Kirby
- 2019 : A Walk with Grace (en) : Nate